# Święcienin-Kolonia
Święcienin-Kolonia – kolonia w Polsce położona w województwie podlaskim, w powiecie grajewskim, w gminie Radziłów.
W latach 1975–1998 miejscowość administracyjnie należała do województwa łomżyńskiego.